# مارسلو دیاز
مارسلو دیاز (اسپانیایی: Marcelo Díaz‎؛ زادهٔ ۳۰ دسامبر ۱۹۸۶) یک بازیکن فوتبال اهل شیلی است.

## تیم ملی
وی همچنین در تیم ملی فوتبال شیلی بازی کرده‌است.